# Замок в Новом Свете
Замок в Новом Свете — здание, построенное князем Л.С Голицыным для проживания рабочих винного завода в форме средневекового замка в конце XIX века. В настоящее время в замке расположена администрация городка и гостиница.

## История
Земли Нового Света стали собственностью князя Л. С. Голицына в 1878 году. До конца своей жизни в 1915 году, князь Голицын постоянно жил здесь и занимался благоустройством своего поместья. Замок был построен для рабочих, сам же Л. С. Голицын жил в скромном двухэтажном доме.

## Архитектура
Внешне замок Голицына напоминает собой средневековый рыцарский замок квадратной формы, с большим внутренним двором и четырьмя башнями, расположенными по углам. Башни украшены зубцами. На уровне второго этажа и башнях находятся стрельчатые окна. Вход украшают декоротивные башни в восточном стиле. Особое внимание было уделено и парковой зоне, над которой работал Людвиг Кремер. На большей части территории парка был высажен английский сад, где росли, кроме привычных для региона деревьев, экзотические платаны, кедры и каштаны.